# 암고양이들
《암고양이들》(일본어: 牝猫たち)은 2017년 공개된 영화로, 시라이시 카즈야가 감독을 맡았다.

## 출연
- 이하타 주리 : 마사코 역
- 마우에 사츠키 : 유이 역
- 미치에 : 리에 역
- 오토오 타쿠마 : 노나카 역
- 카쿠 토모히로 : 타카다 역
- 무라타 히데아키 : 타나구치 역
- 요시자와 켄